# 伯恩哈爾汀·克莉絲蒂安·索菲
伯恩哈爾汀·克莉絲蒂安·索菲（德語：Bernhardine Christiane Sophie，1724年5月5日—1757年6月5日）是薩克森-魏瑪-艾森納赫公爵恩斯特·奧古斯特一世的女兒。

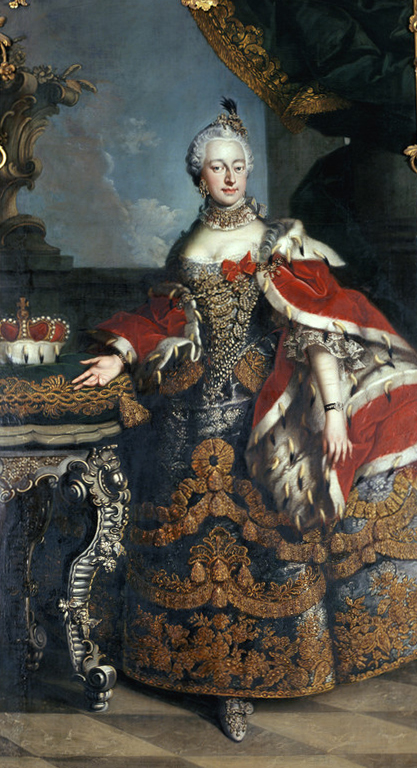

## 家庭
1744年，她與施瓦茨堡-魯多爾施塔特親王約翰·腓特烈結婚，兩人共有兩個女兒：
1. 弗蕾德里克（1745年—1778年）
2. 威廉明妮（1751年—1780年）